# Néhésy
Néhésy (le Nubien) ou Âasehrê (la chapelle de Rê est grande) est le deuxième ou sixième roi de la XIVe dynastie.

## Famille
Dans son étude sur la Deuxième Période intermédiaire, l'égyptologue Kim Ryholt propose que Néhésy soit le fils et le successeur direct du roi Maâtibrê Shéshi avec une reine nubienne nommée Tati. L'égyptologue Darrell Baker, qui partage également cette opinion, estime que Tati devait être nubienne ou d'origine nubienne, d'où le nom de Néhésy, qui signifie le Nubien,. La XIVe dynastie étant d'origine cananéenne, on pense que Néhésy est également d'origine cananéenne.
Quatre scarabées retrouvés, dont un provenant de Semna en Nubie et trois de provenance inconnue, indiquent une corégence temporaire avec son père. En outre, un scarabée mentionne Néhésy comme fils du roi et vingt-deux autres comme fils aîné du roi. Ryholt et Baker sont donc d'avis que Néhésy est devenu l'héritier du trône après la mort de son frère aîné, le prince Ipqou,.
Manfred Bietak et Jürgen von Beckerath pensent que Néhésy était le deuxième souverain de la XIVe dynastie. Bietak avance également que son père était un officier militaire ou un administrateur égyptien, qui a financé un royaume indépendant centré sur Avaris. Ce royaume contrôlait le nord-est du delta du Nil, au détriment de la XVIe dynastie concurrente.

## Attestations
Malgré un règne très court d'environ un an, Néhésy est le souverain le mieux attesté de la XIVe dynastie. Selon la dernière lecture du canon royal de Turin par Ryholt, Néhésy y est attesté sur la 1re entrée de la 9e colonne (Gardiner, entrée 8.1) et est le premier roi de la XIVe dynastie dont le nom est conservé sur cette liste de rois.
Néhésy est également attesté par de nombreux objets contemporains, au premier rang desquels des sceaux-scarabée. En outre, un obélisque fragmentaire provenant du temple de Seth à Raahou porte son nom ainsi que l'inscription « fils aîné du roi ». Une statue assise, usurpée plus tard par Mérenptah, aurait appartenu à l'origine à Néhésy. Elle porte l'inscription « Seth, Seigneur d'Avaris », et a été trouvée à Tell el-Mouqdam.
La présence de Néhésy est également attestée par deux fragments de relief portant les noms du roi, qui ont été mis au jour à Tell el-Dab'a au milieu des années 1980. Enfin, deux autres stèles sont connues à Tell-Habouwa (ancienne Tjarou) : l'une portant le nom de naissance de Néhésy, l'autre le trône du roi Âasehrê. Grâce à ces stèles, il a été possible de relier le nom de Néhésy au nom du trône Âasehrê ˁȝ-śḥ-Rˁ. Avant cette découverte, Âasehrê était considéré comme un roi Hyksôs.
En 2005, une autre stèle de Néhésy a été découverte dans la ville forteresse de Tjarou, autrefois point de départ de la voie d'Horus, la principale route menant d'Égypte à Canaan. La stèle montre un fils de roi Néhésy offrant de l'huile au dieu Banebdjedet et porte également une inscription mentionnant la sœur du roi, Tany. Une femme portant ce nom et ce titre est connue par d'autres sources à l'époque du roi Hyksôs Apopi, qui régnait à la fin de la Deuxième Période intermédiaire vers 1580 av. J.-C.. Daphna Ben-Tor, qui a étudié les scarabées de Néhésy, conclut que ceux qui font référence au fils du roi Néhésy sont de style différent de ceux qui font référence à Néhésy en tant que roi. Elle se demande donc si le fils du roi Néhésy pourrait être une personne différente du roi plus connu du même nom. Dans cette situation, le roi Néhésy serait toujours un souverain du début de la XIVe dynastie, mais certaines des attestations qui lui sont attribuées appartiendraient en fait à un prince Hyksôs.
Dans le nord Sinaï, à Tell Habou'a, l'équipe franco-égyptienne de Lille III et de Mohammed Abd El-Maqsoud a trouvé en 1989 deux stèles à son nom, ainsi que des antiquités égyptiennes qui confirment la domination de Néhésy sur cette région du Sinaï, voire de tout le Sinaï, et d'une partie du delta ou de sa totalité.

## Règne
Selon l'égyptologue autrichien Manfred Bietak, le royaume de la XIVe dynastie de Néhésy a commencé à la fin de la XIIIe dynastie, vers ou juste après 1710 avant J.-C., à la suite de la lente désintégration de la XIIIe dynastie. Après cet événement, « aucun souverain n'a pu contrôler l'ensemble de l'Égypte » jusqu'à ce qu'Ahmôsis Ier s'empare d'Avaris.
Ryholt pense quant à lui que la XIVe dynastie a commencé un siècle avant le règne de Néhésy, vers 1805 avant J.-C., pendant le règne de Néférousobek. Comme la XIIIe dynastie était la continuation directe de la XIIe dynastie, il propose que la naissance de la XIVe dynastie soit à l'origine de la distinction entre la XIIe et la XIIIe dans la tradition égyptienne.
Selon Janine Bourriau, l'autorité de Néhésy a pu englober le delta oriental de Tell el-Mouqdam à Tell Habouwa (où son nom apparaît), mais la pratique universelle de l'usurpation et de la réutilisation de monuments antérieurs complique le tableau. Étant donné que les seuls exemples qui ont été retrouvés avec certitude sur les sites où ils se trouvaient autrefois sont ceux de Tell el-Haboua et Tell el-Dab'a, son royaume pourrait en fait avoir été beaucoup plus petit.
Après la mort de Néhésy, la XIVe dynastie a continué à régner dans la région du delta de la Basse-Égypte avec un certain nombre de souverains éphémères ou de courte durée jusqu'en 1650 avant J.-C., date à laquelle la XVe dynastie des Hyksôs a conquis le delta. Néhésy semble avoir été rappelé longtemps après sa mort car plusieurs endroits dans l'est du delta portaient des noms tels que « La demeure de Pinéhsy » et « Le lieu de l'Asiatique Pinéhsy », Pinéhsy étant une interprétation égyptienne tardive de Néhésy.